# Héctor Ignacio Salah Zuleta

Wappen von Hector Salah Zuleta

Héctor Ignacio Salah Zuleta (* 24. Dezember 1942 in Bogotá) ist ein kolumbianischer Geistlicher und emeritierter römisch-katholischer Bischof von Riohacha.

## Leben
Héctor Ignacio Salah Zuleta empfing am 8. Dezember 1972 die Priesterweihe.
Papst Johannes Paul II. ernannte ihn am 21. Februar 1998 zum Bischof von Girardota. Die Bischofsweihe spendete ihm der Apostolische Nuntius in Kolumbien, Erzbischof Paolo Romeo, am 26. März desselben Jahres; Mitkonsekratoren waren Alberto Giraldo Jaramillo PSS, Erzbischof von Medellín, und Flavio Calle Zapata, Bischof von Sonsón-Rionegro.
Papst Benedikt XVI. ernannte ihn am 13. Mai 2005 zum Bischof von Riohacha. Am 22. April 2020 nahm Papst Franziskus das von Héctor Ignacio Salah Zuleta aus Altersgründen vorgebrachte Rücktrittsgesuch an.